# 长叶桂樱
长叶桂樱为蔷薇科李属的植物，是中国的特有植物。分布于中国大陆的云南等地，生长于海拔1,300米至1,500米的地区，多生长于石山坡混交林内及密林中。